# Augusta Jensen
Augusta Albertina Jensen, ogift Elieson, född 2 januari 1858 i Bro församling i Värmland, död 8 augusti 1936 i Karlstad, var en svensk målare. 
Hon var dotter till brukspatron Anders Elieson och Beata Andersson, från 1885 var hon gift med konsul Christian Jensen och mor till skulptören Peder Jensen.
Augusta Jensen studerade konst i Düsseldorf 1877–1880 för Bengt Nordenberg och den norska konstnären Vincent Stoltenberg, hon fortsatte därefter studierna i Paris 1883 och reste 1884 till Italien där hon uppehöll sig i Nizza, Genua, Pisa, Florens och en längre period i Rom för att studera konst. Under studieåren kopierade hon en rad äldre mästare bland annat Rogier van der Weyden och Terborch. 
Bland hennes arbeten märks Spanska trappan som är en folklivsskildring från Rom, Romersk yngling, Giovannelli och Gosse från Anacapri.
Hennes konst består av porträtt, landskap och blomsterstilleben.Jensen är representerad vid Värmlands museum. 
1937 arrangerade Värmlands museum en minnesutställning med Jensen verk.